# Ḥanīf
Ḥanīf (Arabisch: حنيف, meervoud: hoenafa) is de islamitische aanduiding voor hen die al voor het ontstaan van de islam een monotheïstisch geloof aanhingen. De Koran noemt Ibrahim (Abraham) een ḥanīf, maar ook Adam en Isa (Jezus) zijn volgens de islam hoenafa. Kenmerk van een ḥanīf is het veroordelen van de heidense of foutieve religieuze praktijken, zonder daarom joods of christelijk te zijn.
In de islam bestaan een aantal elementen die reeds aanwezig waren voor de komst van Mohammed, onder andere djinns, besnijdenis, de bijzondere status van de Ka'aba te Mekka, de maankalender en het slachten van dieren voor offers. Dit zijn deels elementen die volgens de Koran altijd tot de ware religie behoord hebben, maar waarvan de mens de betekenis in de loop der geschiedenis was vergeten.
Men dient de term ḥanīf niet te verwarren met de Hanafitische leerschool. Dat slaat op een van de vier grote juridische scholen (madhhab) van de soennitische islam.